# Андре Кастане
Андре Кастане (фр. André Castanet; Кламар, 16. март 1880. - Малакоф, 8. децембар 1967.) је француски атлетичар, који је учествовао на Летњим олимпијским играма 1900. у Паризу.
Кастане је био члана Атлетског клуба Расинг из Париза: Заједно са још четири члана клуба Анри Делож, Гастон Рагено, Жак Шастаније, Албер Шампудри представљао је француску екипу у екипној трци на 5.000 метара. Заузео је осмо место, али пошто су се резултати свих чланова сабирали, његова екипа је освојила друго место, а он сребрну медаљу.